# 경제정의실천시민연합
경제정의실천시민연합(經濟正義實踐市民聯合, 약칭: 경실련)은 1989년에 설립된 대한민국의 시민 단체로, 한국 사회의 경제정의와 사회정의를 실현하기 위한 평화적 시민운동을 전개함으로써 민주복지사회의 기틀을 마련하는 데 이바지함을 목적으로 하고 있다.
그러나 김영삼 정부 시절 안병영, 이수성, 정성철 등 경실련 활동 인사들이 입각되면서 시민운동의 본래 뜻을 잃고 정치단체화됐다고 비판을 받았는데, 그럼에도 1995년 12월 기관지 <시민의 신문>이 이수성 등 3명 입각 사실을 보도하며 자화자찬하는가 하면, 정성철이나 서경석 목사도 1996년 15대 총선 전 각각 책을 내며 경실련 활동 경력을 이용했다.
1997년 김현철 사태 당시 그의 인사개입을 담은 비디오테이프를 양대석 당시 부정부패추방운동본부 사무국장이 훔쳐간 사실이 알려져 큰 파장이 있었고, 결국 유재현 사무총장이 사퇴한 후 창립멤버 유종성이 새 사무총장으로 취임해 뼈를 깎는 개혁을 진행해 순수 시민단체로 이행하도록 노력했다.

## 주요 활동
기본적으로 급진적인 사회변혁보다는 합법적·비폭력적인 평화운동의 형태로 경제적 민주주의를 실현하고자 하는 모임이다. 이를 위해서 양심적이고 의식있는 시민들을 중심으로 1989년 7월 8일 명동 YMCA 강당에서 500여 명이 참석한 발기인대회가 개최되었다. 1989년 11월 3일 경실련 의정감시단을 발족했으며 1990년 6월 20일부터 정기간행물 <경제정의>를 발행하기 시작했다. 1991년 5월 7일, 강경대 열사 치사사건에 대한 기자회견을 열어 시국성명서를 발표했다.
1993년 5월 29일 주간지 <시민의 신문>을 발행했다. 1994년 9월 전국 35개 시민단체 공동으로 한국시민단체협의회 창립대회를 개최했으며, 1997년 5월에는 시민운동지원기금이 제정한 제1회 한국시민운동상을 수상했다. 2000년 9월 30일 경실련 공공사업감시단을 발족했다. 2003년 12월 19일 경실련회관이 서대문고 정동에서 대학로 동숭동으로 이전하여 개소식을 가졌다. 2007년 6월, 시민단체 사회적 책임 헌장과 행동규범을 선포했다.
2010년 7월에는 금융규제의 강화와 투기자본과세 방안에 대한 국제심포지엄을 개최했다. 2012년 분권국가 실현을 위해 경실련 전국 분권운동본부를 발족했다. 2013년 동양그룹 사태와 관련하여 현재현 회장, 정진석 사장 등 경영진 38명에 대해 검찰 고발을 추진했다. 경실련은 특정 당파나 이념에 얽매이지 않고 활동하며, 시민의 공익을 우선으로 생각하는 비당파적 시민운동을 전개해왔다. 또한 '토지공개념'과 '금융실명제'를 통해 경제적 독점의 폐단을 줄일 수 있는 구체적인 대안을 제시해왔다.